# 石井秀生
石井 秀生（いしい しゅうせい、1986年5月25日 - ）は、日本の元プロバスケットボール選手である。秋田県能代市出身。能代市出身の人物としては初めてのプロバスケットボール選手である。2010年にbjリーグの浜松・東三河フェニックスと契約し、その後秋田ノーザンハピネッツを経て埼玉ブロンコスに所属していた。ポジションはポイントガード。

## 経歴
1986年、バスケットボール指導者の両親の四男として生まれる。3人の兄もバスケットボールをしていたことから、秀生も同じく競技を始めた。
能代市立渟城第一小学校（現・渟城西小学校）当時、母親が監督をする能代ブルーインズで幼稚園からプレーし、5年生時には全国優勝した。能代市立能代第一中学校を卒業後に秋田県立能代工業高等学校に進学するも中退し、岩手県立盛岡南高等学校に再入学（1学年下）。2・3年次にはインターハイにも出場。その後、大東文化大学に進み、4年次には主将も務めた。
大学修了後は地元秋田のクラブチームである三種体協琴丘で競技を続け、トライアウトを経て浜松・東三河フェニックスの練習生となり、2010年10月15日付で正式に選手契約を結んだ。その後は秋田ノーザンハピネッツの練習生となり、2011年11月18日に選手契約を結んだが、出場試合数16、出場時間58分に留まり、シーズン終了後に自由契約となった。翌2012-13シーズンは埼玉ブロンコスに移籍し、出場時間を増した。

## 家族
両親はともにミニバスケットボールの指導者として有名であり、3人の兄もバスケットボールの競技経験を持つ。
兄たちのうち、次男の石井佑生（いしいゆうき、1977年12月29日 - ）は、2016年まで秋田県のクラブチーム、三種体協琴丘（みたねたいきょうことおか）に所属していた。2017年4月より上武大学バスケットボール部女子ヘッドコーチに就任。2022年3月より新潟アルビレックスBBU15ヘッドコーチに就任。2024年4月より秋田ノーザンハピネッツU15アシスタントコーチ、U18アシスタントコーチに就任。
三男の石井孝生（いしい こうき、1982年11月24日 - ）は曙ブレーキ工業バスケットボール部に所属し、2012年にはbjリーグのドラフト2巡目で島根スサノオマジックに指名されたが、契約に至らず曙ブレーキ工業に留まった。曙ブレーキ工業バスケットボール部コーチ。

記録
| シーズン         | チーム | GP | GS | MPG   | FG%  | 3P%  | FT%  | RPG  | APG  | SPG  | BPG | TO   | PPG |
| ---------------- | ------ | -- | -- | ----- | ---- | ---- | ---- | ---- | ---- | ---- | --- | ---- | --- |
| bjリーグ 2010-11 | 浜松   | 21 | 3  | 2.71  | 25.0 | 33.3 | 50.0 | 0.23 | 0.28 | 0.14 | -   | 0.33 | 0.9 |
| bjリーグ 2011-12 | 秋田   | 16 | 0  | 3.63  | 33.3 | -    | 50.0 | 0.63 | 0.18 | 0.25 | -   | 0.13 | 0.3 |
| bjリーグ 2012-13 | 埼玉   | 34 | 5  | 10.59 | 35.2 | 33.3 | 46.2 | 1.14 | 1.91 | 0.5  | -   | 1.12 | 2.0 |
| bjリーグ 2013-14 | 埼玉   | 52 | 39 | 22.5  | 29.0 | 22.2 | 64.7 | 2.3  | 3.9  | 1.0  | 0.0 | 1.8  | 3.4 |

## 参考資料
1. 1 2 3  『bjリーグオフィシャルガイドブック 2012-2013』日本プロバスケットボールリーグ、2012年10月6日。
2. 1 2  “【インタビュー】 石井秀生 #1『スピードだけは誰にも負けない』”.   埼玉ブロンコス (2012年7月27日). 2013年7月8日閲覧。
3. ↑  選手契約のお知らせ・浜松 - bjリーグブログ、2010年10月15日
4. ↑  『練習生受け入れのお知らせ』（プレスリリース）秋田ノーザンハピネッツ、2011年8月22日。2013年1月15日閲覧。
5. ↑  『選手契約締結のお知らせ』（プレスリリース）秋田ノーザンハピネッツ、2011年11月24日。2013年1月15日閲覧。
6. ↑  『秋田ノーザンハピネッツ◆選手契約満了のお知らせ』（プレスリリース）秋田ノーザンハピネッツ、2012年6月27日。2013年7月8日閲覧。
7. ↑  “2012-2013選手情報 石井秀生”.   bjリーグ. 2013年7月8日閲覧。
8. 1 2  島本和彦による2012年6月20日のツイート。2013年7月8日閲覧。
9. ↑  “コーチ紹介”. 新潟アルビレックスBB.  https://www.albirex.com/.+2022年3月1日閲覧。
10. ↑  『優先交渉権有効期間終了のお知らせ』（プレスリリース）島根スサノオマジック。2013年7月8日閲覧。